# Die Landsknechtstrommel
Trum, trum, terum tum tum, ursprünglich Die Landsknechtstrommel betitelt, ist ein Lied von Walter Gättke aus dem Jahr 1919, das von dem Dichter getextet und vertont wurde.

## Inhalt
Es handelt sich inhaltlich um ein Soldaten-, ja Kriegslied:
Trum, trum, terum tum tum,
die Landsknecht zieh'n im Land herum.
Trum, trum, terum tum tum,
mit Trommeldröhnen und Gebrumm.

## Entstehung und Verbreitung
Das Lied gehört zu den allerersten Fahrtenliedern des zum Zeitpunkt der Entstehung noch unbekannten Gättke. Er vertonte das Lied zur Lautenbegleitung. In der deutschen Jugendbewegung verbreitete sich das Lied offensichtlich zunächst mündlich, bis der Dichter einen Erstabdruck seines Liedes in einer schlesischen Zeitung fand. Eine Anfrage des Autors bei der Redaktion ergab die Auskunft, es handele sich bei Die Landsknechtstrommel um eines der wenigen erhaltenen echten Lieder aus dem Dreißigjährigen Krieg. Die Autorenschaft Gättkes bezüglich des Liedes ist heute aber unbestritten. Es findet sich ab den 1920er Jahren bis heute in zahlreichen deutschen Liederbüchern, darunter kirchliche, nationalsozialistische wie auch Bundeswehr- und schulische Publikationen. Zum Teil wurden auch neue Strophen gedichtet, im Druck erschien eine Fassung der CDU-Jugend.

## Aufnahmen
Neben einer Aufnahme, auf der der Dichter sich ein Jahr vor seinem Tod 1966 selbst zur Laute begleitet, existieren weitere. Die populärste stammt vom Botho-Lucas-Chor, der das Lied zum Titellied einer in den 1960er Jahren bei Odeon veröffentlichten Langspielplatte Die Landsknechtstrommel machte. Das Album wurde so erfolgreich, dass noch eine zweite Folge unter dem Titel produziert wurde. Zudem gab es diverse Wiederveröffentlichungen. Heute ist der Titel noch auf CD erhältlich.

## Einzelbelege
1. ↑  W. Gättke: Aus meinem Leben, Vortrag Dezember 1963
2. ↑  http://www.deutscheslied.com/de/search.cgi?cmd=search&srch_Titel=T*&start=3250